# Genesis (band)
 For alternative betydninger, se Genesis. (Se også artikler, som begynder med Genesis)
Genesis er en engelsk rockband, der blev dannet på Charterhouse School, Godalming, Surrey, i 1967. Bandets mest succesfulde og længstvarende sammensætning består af keyboardspiller Tony Banks, bassist/guitarist Mike Rutherford og trommeslager og sanger Phil Collins. Andre medlemmer har inkluderet den oprindelige forsanger Peter Gabriel og guitaristerne Anthony Phillips og Steve Hackett. Bandet spillede progressiv rock i 1970'erne før de bevægede sig over og spille mere pop-orienteret musik fra 1978 til slutningen af dette af årti.
Genesis har solgt over 21,5 millioner eksemplarer af deres albums i USA, og på verdensplan har de solgt 230.000.000. De er en af verdens bedst sælgende musikgrupper. Bandets diskografi inkluderer 15 studiealbum og eksklusiv livealbum, hvoraf seks har toppet den engelske albumhitliste. De har modtaget adskillige priser og nomineringer, inklusive en Grammy Award for Best Concept Music Video med "Land of Confusion") og har inspireret en række hyldestbands der genskaber Genesis' koncerter fra forskellige scener i bandets karriere. I 2010 blev Genesis indskrevet i Rock and Roll Hall of Fame.

## Historie
Gruppen var i perioden 1970-75, sammen med f.eks. Pink Floyd bannerførere for genren artrock eller progressiv rock , kendetegnet ved ofte længere kompositioner med eksperimentering med dynamik, temposkift og anden musikalsk udfoldelse.
I 1970 blev Phillips og Stewart erstattet af Steve Hackett på leadguitar og Phil Collins på trommer. Hermed havde gruppen fået, hvad der i dag betragtes som den klassiske besætning. I 1974 udgav bandet det legendariske konceptalbum The Lamb Lies Down on Broadway om en ung puertoricansk teenagers surrealistiske rejse i New Yorks undergrund. Pladen indholdt sange som "The Carpet Crawlers" , "In The Cage" og "The Colony of Slippermen". Albummet og den efterfølgende turné skulle blive den sidste for Peter Gabriel som forsanger i Genesis.
Phil Collins overtog efterfølgende rollen som forsanger i 1975 da Peter Gabriel gik solo. Phil Collins fortalte, at de have haft over 200 sangere til audition i bandet, men at ingen af dem levede op til den standard som Gabriel havde sat. Phil Collins spurgte så om han kunne give det et forsøg, og det var kun meningen, at han skulle synge på A Trick Of The Tail som en lappe løsning, det var kun da de kom ud på tournéen, at bandet så ham som den permanente løsning. Collins spillede fortsat trommerne i studiet, men blev til live koncerter assisteret Først af Yes trommeslager Bill Bruford og senere Chester Thomson. I 1977 forlod også Steve Hackett gruppen. Mike Rutherford fortalte i dokumentaren "Behind The Music - Genesis" at Steve Hackett aldrig mødte op da de skulle indspille "And Then There Were Three". Steve Hackett forsvarede senere sin handling ved at sige, at Phil var den eneste der succsesfuldt kunne overtale ham til at blive, så han blev væk for ikke at ændre på hans beslutning. Leadguitaren blev overtaget af Rutherford i studiet og af Daryl Stuermer til koncerterne. Genesis fik deres første internationale hit med "Follow You Follow Me" som fik en top 30 position i USA. Bandet udgav i 1980 succes-albummet Duke med sangene "Turn It On Again" og "Behind The Lines". Phil Collins har tit fået skylden for at være grunden til at Genesis blev mere "mainstream" i 1980'erne, men både Tony Banks og Mike Rutherford har afvist denne teori, og har fortalt at der var enighed i bandet om, hvilken vej de skulle gå.   
Musikstilen blev herefter gradvis mere poleret og mindre eksperimenterende, men også mere succesfuld. Således var Genesis i 1980'erne et af de bedst sælgende musiknavne med et væld af hits, som "Mama" (1983), "Land Of Confusion" (1986), & "Invisible Touch" (1986) og udsolgte stadionkoncerter, bl.a. på Gentofte Stadion i 1987. Genesis havde med deres "Invisible Touch Tour" i 1987 3 udsolgte aftner på Wembley Stadion. 
Bandet vendte i 1991 tilbage med det storsælgende album We Can't Dance, indholdende populære numre som "No Son Of Mine", "I Can't Dance" og "Jesus He Knows Me". Efter en omfattende verdensturné 1992-1993, forlod Collins bandet i 1996 og en ung forsanger Ray Wilson tog over i perioden 1997 til 1999. Albummet Calling All Stations (1997) blev ikke taget godt imod uden for EU, hvilket gjorde at bandet aflyste deres 1998 North Amerika Tour. 
Herefter var der relativt stille omkring Genesis indtil bandet i (2006) offentliggjorde en Turn It On Again Tour med Collins som forsanger igen. Bandet gæstede Danmark i Messecenter Herning, juni 2007 foran 35.000 tilskuere. Samme år udkom et bokssæt med Super Audio Compact Discs fra bandets albums i perioden 1976-1982. Flere bokssæt er på vej. Til dato har Genesis solgt 230.000.000 millioner plader.

### Gendannelse 2021
4. marts 2020 annoncerede gruppen deres gendannelse og The Last Domino? Tour på Zoe Ball's BBC Radio 2 show. Turneen er på ti koncerter i England og Irland i september og oktober 2021. D. 5 maj 2021 annoncerede bandet en North Amerika Tourné som starter d. 15 november 2021 i Chicago og slutter d. 15 december 2021 i Boston.  Daryl Stuermer vil vende tilbage på guitar og bas og Phil Collins søn Nic Collins overtager trommerne pga. farens dårlige led og ryg.

## Diskografi
Studiealbum
- From Genesis to Revelation (1969)
- Trespass (1970)
- Nursery Cryme (1971)
- Foxtrot (1972)
- Selling England by the Pound (1973)
- The Lamb Lies Down on Broadway (1974)
- A Trick of the Tail (1976)
- Wind & Wuthering (1976)
- ...And Then There Were Three... (1978)
- Duke (1980)
- Abacab (1981)
- Genesis (1983)
- Invisible Touch (1986)
- We Can't Dance (1991)
- Calling All Stations (1997)